# Norwood-205th Street
Norwood-205th Street è una stazione della metropolitana di New York, capolinea nord della linea IND Concourse. Nel 2019 è stata utilizzata da 2 639 003 passeggeri. È servita dalla linea D, attiva 24 ore su 24.

## Storia
La stazione di Norwood-205th Street fu costruita come capolinea della prima tratta della linea IND Concourse, entrata in servizio il 1º luglio 1933.

## Strutture e impianti

### Architettura
Nel piano binari entrambi i muri esterni posseggono una linea spessa di colore verde con un contorno di colore verde salvia. Proprio sotto questa linea sono presenti delle targhette nere con scritto in bianco 205.
Sempre sul piano binari troviamo delle colonne verdi, disposte ad intervalli regolari, e su di esse, in modo alternato, si trovano delle targhette nere con scritto in bianco il nome della stazione.

### Configurazione
La stazione possiede due diversi gruppi di tornelli. I tornelli situati nella zona sud sono quelli sempre attivi, qui si trova anche una cabina, ormai in disuso, e le scale che portano agli angoli sud-est e nord-ovest di East 206 Street e Bainbridge Avenue. I tornelli situati nella zona nord sono invece tornelli a tutta altezza e, inoltre, in questa zona si trovano le scale che portano agli angoli nord-ovest e sud est di East 205 Street e Perry Avenue.
Questa stazione originariamente non doveva essere il capolinea della linea IND Concourse, vi erano infatti progetti di estendere questa la linea nella zona nord-est del Bronx. Questa idea fu tuttavia abbandonata quando la città di New York acquistò le ferrovie gestite dalla New York, Westchester and Boston Railway Company e li riadattò per utilizzarle come metropolitana. Un'altra proposta, nel 1970, di estendere la linea su White Plains Road, venne tuttavia interrotta a causa di problemi finanziari.
Una delle cause dell'estensione mai realizzata è che i due binari continuano a est della stazion per circa 770 metri e inoltre non è presente alcuna sala di controllo.
Un'altra causa è che non vi è nessuno scambio a ovest della stazione, i treni che qui terminano, infatti, arrivano sul binario nord e, dopo aver lasciato passeggeri, continuano a est fino alla fine dei binari, dove utilizzano lo scambio che c'è li per immettersi sul binario sud e dirigersi verso Manhattan e Brooklyn.

## Interscambi
La stazione è servita da alcune autolinee gestite da NYCT Bus.
- Fermata autobus